# Lucien van der Walt
Pour les articles homonymes, voir Van der Walt.
Lucien van der Walt, né le 8 septembre 1972 à Krugersdorp (Afrique du Sud) est professeur de sociologie et écrivain libertaire internationalement connu pour ses travaux de recherche sur l'anarchisme et le syndicalisme en Afrique du Sud durant les années 1900.
Il enseigne notamment à l'Université du Witwatersrand du Cap oriental en Afrique du Sud.

## Publications
- (en) Lucien van der Walt, « Bakunin's heirs in South Africa: race and revolutionary syndicalism from the IWW to the International Socialist League, 1910–21 », Politikon, Carfax Publishing, vol. 31, no 1,‎ 2004, p. 67–89 (DOI 10.1080/02589340410001690819)

- (en) Lucien van der Walt et Michael Schmidt, Black flame : the revolutionary class politics of anarchism and syndicalism, AK Press, 2009 (ISBN 1-904859-16-X).

- (en) Lucien van der Walt et Steven Hirsch, Anarchism and Syndicalism in the Colonial and Postcolonial World, 1870-1940 : The Praxis of National Liberation, Internationalism, and Social Revolution, BRILL, 2010 (lire en ligne).

### En français
- Pour une histoire de l’anti-impérialisme anarchiste, (« History of anarchist anti-imperialism »), Against War and Terrorism, octobre 2001, traduit de l’anglais par Marianne Enckell du Centre international de recherches sur l'anarchisme (Lausanne), lire en ligne.
- Les anarchistes contre l’impérialisme , Réfractions, n°8, printemps 2002, lire en ligne, lire en ligne.
- Une histoire des Industrial Workers of the World en Afrique du Sud, s/d, pp. 11-15, lire en ligne.

## Notices
- RA.forum : notice.